# Hvar - otok Zečevo
Hvar - otok Zečevo este o arie protejată (sit de importanță comunitară — SCI) din Croația întinsă pe o suprafață de 230,22 ha, integral marine.

## Localizare
Centrul sitului Hvar - otok Zečevo este situat la coordonatele 43°11′25″N 16°41′05″E / 43.190408°N 16.684856°E.

## Înființare
Situl Hvar - otok Zečevo a fost declarat sit de importanță comunitară în iulie 2013 pentru a proteja un număr necunoscut de specii din flora spontană și fauna sălbatică aflate în arealul zonei.

## Biodiversitate
Situată în ecoregiunea marină mediteraneană, aria protejată conține 2 habitate naturale: Recifuri, Straturi cu Posidonia (Posidonion oceanicae).
La baza desemnării sitului se află un număr nedeclarat de specii protejate.